# Jindřichův Hradec
Jindřichův Hradec (tyska: Neuhaus) är en stad i Södra Böhmen i södra Tjeckien, 45 km nordöst om České Budějovice. Den har 21 551 invånare (2016). Staden har trä-, textil- och livsmedelsindustri. Av en borg från 1200-talet, som staden växte fram omkring, finns ruiner kvar.